# Pseudalidus fulvofasciculatus
Pseudalidus fulvofasciculatus är en skalbaggsart som först beskrevs av Maurice Pic 1926.  Pseudalidus fulvofasciculatus ingår i släktet Pseudalidus och familjen långhorningar. Inga underarter finns listade i Catalogue of Life.